# كاري ماكليود
كاري ماكليود (من مواليد 14 أبريل 1998) هو لاعب ألعاب قوى جامايكي يتنافس في رياضة القفز الطويل والقفز الثلاثي، حائز على الميدالية الذهبية (القفز الطويل) والميدالية الفضية (القفز الثلاثي) في دورة ألعاب الكاريبي تحت 20 سنة 2017، احتل المركز الرابع في القفز الطويل في بطولة العالم لألعاب القوى 2023 في بودابست في أغسطس 2023. في فبراير 2024، تم اختياره للتنافس لصالح جامايكا في بطولة العالم لألعاب القوى داخل الصالات المغلقة 2024 في غلاسكو حيث فاز بالميدالية البرونزية في الوثب الطويل بأفضل مسافة في الموسم 8.21 متر، في مايو 2024 فاز بالوثب الطويل في حدث الدوري الماسي في الدوحة بمساعدة الرياح 8.52 متر. في يونيو 2024، فاز بلقب بطولة ألعاب القوى الجامايكية في الوثب الطويل بقفزة 8.38 متر، في يوليو 2024 تم اختياره رسميًا للفريق الجامايكي في الألعاب الأولمبية الصيفية 2024،